# Efterskalv
Efterskalv è un film del 2015 diretto da Magnus von Horn.

## Trama
Tornato a casa dal padre e dal fratello minore dopo aver trascorso del tempo in prigione, l'adolescente John non vede l'ora di rifarsi una nuova vita. Tuttavia, i membri della comunità locale non riescono a perdonarlo per aver ucciso la sua ex fidanzata. Sentendosi abbandonato dai suoi ex amici e dalle persone che ama, John perde la speranza e in lui riaffiora l'aggressività che lo ha precedentemente mandato in carcere.

## Riconoscimenti
Guldbagge - 2015
Miglior film
Miglior regista a Magnus von Horn
Miglior attore non protagonista a Mats Blomgren